# モザンピーク
もしかして
- モザンビーク

ではありませんか？